# Interclubs 2006/07
Die Interclubs 2006/07 war die belgische Mannschaftsmeisterschaft im Schach.
Meister wurde Cercle Royal des Echecs de Liège et Echiquier Liègeois, während sich der Titelverteidiger KSK 47 Eynatten mit dem sechsten Platz begnügen musste. Aus der Division 2 waren der Schaakclub Leuven Centraal und die zweite Mannschaft des Koninklijke Brugse Schaakkring aufgestiegen, welche beide direkt wieder abstiegen.
Zu den gemeldeten Mannschaftskadern siehe Mannschaftskader der Interclubs 2006/07.

## Spieltermine
Die Wettkämpfe wurden am 1. und 22. Oktober, 5. und 19. November, 3. Dezember 2006, 14. und 28. Januar, 11. und 25. Februar, 11. und 25. März 2007 gespielt und fanden dezentral bei den beteiligten Vereinen statt.

## Modus
Die zwölf teilnehmenden Mannschaften spielten ein einfaches Rundenturnier. Über die Platzierung entschied zunächst die Anzahl der Brettpunkte (ein Punkt für einen Sieg, ein halber Punkt für ein Remis, kein Punkt für eine Niederlage) und dann die Zahl der Mannschaftspunkte (ein Punkt für einen Mannschaftssieg, ein halber Punkt für ein Unentschieden, kein Punkt für eine Niederlage).

## Abschlusstabelle
| Pl. | Verein                                                 | Sp | G  | U | V  | Brett-P.  | MP      |
| --- | ------------------------------------------------------ | -- | -- | - | -- | --------- | ------- |
| 01. | Cercle Royal des Echecs de Liège et Echiquier Liègeois | 11 | 9  | 2 | 0  | 59,5:28,5 | 10:1    |
| 02. | Royal Namur Echecs                                     | 11 | 10 | 0 | 1  | 58,5:29,5 | 10:1    |
| 03. | KSK Rochade Eupen-Kelmis                               | 11 | 8  | 0 | 3  | 52,5:35,5 | 8:3     |
| 04. | Cercle des Echecs de Charleroi                         | 11 | 5  | 5 | 1  | 50,5:37,5 | 7,5:3,5 |
| 05. | KSK 47 Eynatten II. Mannschaft                         | 11 | 6  | 1 | 4  | 49,0:39,0 | 6,5:4,5 |
| 06. | KSK 47 Eynatten I. Mannschaft (M)                      | 11 | 4  | 3 | 4  | 43,0:45,0 | 5,5:5,5 |
| 07. | Koninklijke Brugse Schaakkring I. Mannschaft           | 11 | 4  | 1 | 6  | 42,0:46,0 | 4,5:6,5 |
| 08. | Boey Temse                                             | 11 | 4  | 0 | 7  | 41,5:46,5 | 4:7     |
| 09. | Koninklijke Gentse Schaakkring Ruy Lopez               | 11 | 5  | 1 | 5  | 41,0:47,0 | 5,5:5,5 |
| 10. | Borgerhoutse SK                                        | 11 | 2  | 2 | 7  | 35,5:52,5 | 3:8     |
| 11. | Schaakclub Leuven Centraal (N)                         | 11 | 1  | 2 | 8  | 32,0:56,0 | 2:9     |
| 12. | Koninklijke Brugse Schaakkring II. Mannschaft (N)      | 11 | 0  | 0 | 11 | 23,0:65,0 | 0:11    |

### Entscheidungen
|     | Belgischer Meister: Cercle Royal des Echecs de Liège et Echiquier Liègeois                             |
|     | Absteiger in die Division 2: Schaakclub Leuven Centraal, Koninklijke Brugse Schaakkring II. Mannschaft |
| (M) | Meister der letzten Saison                                                                             |
| (N) | Aufsteiger der letzten Saison                                                                          |

## Kreuztabelle
| Ergebnisse | Ergebnisse                                             | 01. | 02. | 03. | 04. | 05. | 06. | 07. | 08. | 09. | 10. | 11. | 12. |
| ---------- | ------------------------------------------------------ | --- | --- | --- | --- | --- | --- | --- | --- | --- | --- | --- | --- |
| 01.        | Cercle Royal des Echecs de Liège et Echiquier Liègeois |     | 4½  | 6   | 4   | 4½  | 4   | 5½  | 6   | 6½  | 6   | 7½  | 5   |
| 02.        | Royal Namur Echecs                                     | 3½  |     | 4½  | 4½  | 5   | 5½  | 6   | 5   | 5   | 6   | 6   | 7½  |
| 03.        | KSK Rochade Eupen-Kelmis                               | 2   | 3½  |     | 3   | 6   | 6   | 5½  | 5½  | 5   | 4½  | 4½  | 7   |
| 04.        | Cercle des Echecs de Charleroi                         | 4   | 3½  | 5   |     | 4   | 4   | 2½  | 5½  | 5½  | 7   | 4   | 5½  |
| 05.        | KSK 47 Eynatten II. Mannschaft                         | 3½  | 3   | 2   | 4   |     | 5   | 5½  | 5½  | 3   | 4½  | 6½  | 6½  |
| 06.        | KSK 47 Eynatten I. Mannschaft                          | 4   | 2½  | 2   | 4   | 3   |     | 5   | 3½  | 4   | 5   | 5   | 5   |
| 07.        | Koninklijke Brugse Schaakkring I. Mannschaft           | 2½  | 2   | 2½  | 5½  | 2½  | 3   |     | 4½  | 3½  | 4   | 6   | 6   |
| 08.        | Boey Temse                                             | 2   | 3   | 2½  | 2½  | 2½  | 4½  | 3½  |     | 6½  | 3½  | 6   | 5   |
| 09.        | Koninklijke Gentse Schaakkring Ruy Lopez               | 1½  | 3   | 3   | 2½  | 5   | 4   | 4½  | 1½  |     | 5   | 5   | 6   |
| 10.        | Borgerhoutse SK                                        | 2   | 2   | 3½  | 1   | 3½  | 3   | 4   | 4½  | 3   |     | 4   | 5   |
| 11.        | Schaakclub Leuven Centraal                             | ½   | 2   | 3½  | 4   | 1½  | 3   | 2   | 2   | 3   | 4   |     | 6½  |
| 12.        | Koninklijke Brugse Schaakkring II. Mannschaft          | 3   | ½   | 1   | 2½  | 1½  | 3   | 2   | 3   | 2   | 3   | 1½  |     |

## Die Meistermannschaft
| 1.            | Cercle Royal des Echecs de Liège et Echiquier Liègeois |
| Schachfiguren | Jan Michael Sprenger, Slim Belkhodja, Marie Sebag, Jean-Luc Chabanon, Héðinn Steingrímsson, Pascal Vandevoort, Ekrem Cekro, Florian Grafl, Federico Manca, Ovidiu-Doru Foișor, Cristina-Adela Foișor, Krzysztof Pytel, Daniele Genocchio, Tarik Rrhioua, Sabina-Francesca Foișor, Étienne Goossens, Olivier Pucher, Thomas Hisler, Albin Dal Borgo, Christophe Gillain. |